# Rozgonyi csata
A rozgonyi csata Károly Róbert országegyesítő háborújának legjelentősebb csatája volt, melynek során a király 1312. június 15-én a Kassához közeli Rozgony mellett legyőzte Aba Amadé fiainak seregét.

## Előzmények
A 13. század közepén kezdődött Magyarországon az a folyamat, melynek eredményeképpen az ország területének nagy része néhány tartományúr – kiskirály, vagy oligarcha – hatalmába került. A folyamat időben egybeesett az országot több mint négyszáz éven át irányító Árpádok hatalmának hanyatlásával – és a kölcsönhatások következtében annak részben oka, részben következménye volt. Így, mikor III. Andrással az Árpád-ház kihalt, a feudális magyar állam fennállásának legsúlyosabb válságát élte át. A magyar trónra pályázók között egyetlen olyan jelölt sem volt, aki döntő támogatást tudhatott volna maga mögött. A végül királlyá koronázott Vencel, majd Ottó is kénytelen volt elhagyni az országot. 1307 végére a magyar trónra pályázók közül már csak egyetlen jelölt maradt, a pápa és néhány magyar főúr támogatását élvező Károly Róbert. Az 1308. november 27-én tartott pesti országos gyűlés királlyá választotta az Anjou-házból származó uralkodót, akit 1310. augusztus 27-én a magyar szokásjognak megfelelően meg is koronáztak, a tartományurak hatalma azonban csorbítatlan maradt.

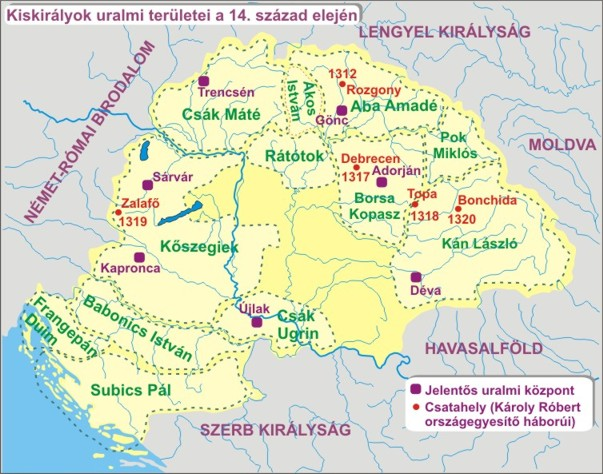
Kiskirályok uralmi területei Magyarországon a 14. század elején.

Ezt mutatja az a körülmény is, hogy 1311. június 25-én az egyik legnagyobb hatalmú tartományúr, Csák Máté megtámadta Budát, és a magyar király kénytelen volt székhelyét Temesvárott berendezni. Károly kezdetben békésen próbálta rendezni a viszonyokat, a pápai legátus tárgyalásai és a főpapok egyházi büntetései azonban rendre hatástalanok maradtak, így nyilvánvalóvá vált, hogy a kiskirályok hatalmát csak fegyveres erővel törheti meg. Mivel az oligarchák csak ritkán léptek fel közösen, elszigeteltségük lehetővé tette, hogy egyenként győzze le őket. Károly az ország egyesítéséért vívott háborújában elsősorban az egyházra és a köznemességre támaszkodhatott. Az egyház támogatása nem csak erkölcsi volt, mert az országban akkor mintegy harminc rendházzal rendelkező johannita lovagrend jelentős katonai erőt képviselt.
A rozgonyi csata közvetlen előzménye az volt, hogy 1311 szeptemberében a kassai polgárok városi kiváltságaik védelmében megölték az egyik kiskirályt, Aba Amadé nádort.
Aba Amadé 1301 óta Károly híve volt, a király azonban politikai érdekeit követve a meggyilkolt Amadé fiai és Kassa városának konfliktusában egyértelműen a város mellé állt. A Tamás esztergomi érsek és István veszprémi püspök közvetítésével, 1311. október 3-án megkötött szerződés gyakorlatilag az oligarcha család hatalmának végét jelentette.
A kikényszerített megegyezést Amadé utódai nem akarták betartani: nyíltan szakítottak az uralkodóval, és segítséget beléptek az ország északnyugati részét uraló Csák Máté famíliájába. Csák Máté mintegy 1700 cseh zsoldossal több szerviensét küldte az Amadé-fiak segítségére.

## Hadműveletek 1311/1312 fordulóján
Az időszak pontosan nem datált eseményeiről egy 1312. április 10-én kelt királyi oklevél tudósít. Ebből kiderül, hogy föltehetően a tél végén, tehát 1312 legelején Amadé négy fia:
- János,
- Miklós,
- Dávid és
- László

több szerviensükkel Sárospatak ellen vonultak, hogy ott tönkretegyék a király hoszpeszeit. Velük voltak egyebek közt:
- Aba Miklós fiai, László és Jakab,
- Irozló (Jaroszló) fiai (Dezső és Miklós) és unokái,
- Üte fiai (Lukács és Döme).

Akciójuk kudarcot vallott, mert a király érdekeinek védelmében felkelt Petenye fia Péter, és „derekasan harcolva” visszaszorította őket. Későbbi oklevelekből kiderül, hogy Péter mellett felkeltek az Abák ellen hagyományos ellenségeik, a Baksa nemzetség tagjai is — Baksa Tamás fiai: László és Dancs. Lászlót Amadé fiai elfogták, és ő csak rövid fogság után (föltehetőleg váltság ellenében) szabadult. Ezután Amadé fiai Baksa László és Dancs összes birtokát lerombolták és fölégették. A harcok gyaníthatóan váltakozó sikerrel folytak. Legalábbis erre utal, hogy egy jóval későbbi oklevél szerint László és Dancs Károly Róbert más híveivel együtt felkelve a tőlük zsákmányolt javakat Amadé fiaitól hiánytalanul visszavették (Kristó 1978). A kudarc után az Amadé-fiak Sáros várába húzódtak vissza; nem tudni, hogy ott voltak-e még a király érkezésekor.
Bosszúból Amadé fia Miklós Petenye fia Péter gálszécsi birtokát rohanta le. A templomot összetörte, Péter házát lerombolta, egy hasonnevű rokonát megölte.

## Hadműveletek 1312 közepén
Föltehetőleg márciusban Károly Róbert „hű főpapjaival, báróival és nemeseivel” (Kristó 1978) felvonult Sáros alá, hogy a királyi várat a kassai egyezség értelmében visszakövetelje magának. Seregében magvát a nagybirtokosok bandériumai adták; közülük 25 nemest név szerint ismerünk. A had teljes létszámát 2000 főre becslik.
Az Amadé-fiak szerviensei bezárkóztak a várba és megtagadták annak átadását. A védelmet a Képes krónika és több oklevél egybehangzó tanúsága szerint Csák Máté parancsára Balassa Miklós fia Demeter vezette. Velük voltak Irozló és Üte fiai, akik Sárospataknál is szerepeltek Károly egy kisebb serege ezzel párhuzamosan az ugyancsak az Amadé-fiak által tartott Lubló várát vette ostrom alá. A Sáros vára körüli műveleteknek mindkét fél döntő jelentőséget tulajdonított. Ennek jeleként
Csák Máté az Abák segítségére küldte főseregét 1700 cseh zsoldossal és számos szerviensével (Kristó 1978, p. 73.).
A hadműveletek közben Károly 1312 tavaszán kedvelt hívével, Borsa Kopasz nádorral 1312 tavaszán két generális kongregációt is hívatott össze — az elsőt Kassa mellett, a másodikat Sáros vára alatt, miközben a király (akkor még eredménytelenül) a várat ostromolta. Utóbbi gyűlésen a király két hatalmaskodót fő- és jószágvesztésre ítélt. Eközben valamikor 1312 tavaszán és ismeretlen körülmények között szabadlábra kerültek az Abák által Kassának adott túszok. Ugyancsak az ostrom közben Károly 1312. április 13-án előrelátóan megerősítette a szepesi lándzsásnemesek szabadságlevelét (Kristó 1978, p. 73–74.).
A vár ostromát 1312 májusában fel kellett adnia, mert a Csák Máté által küldött és Nagy Aba vezette, a király hadánál jóval erősebb felmentő sereg már igencsak közeledett. Károly ekkor visszavonult a Szepességbe, ahol Lőcse erős bázisa volt. A várat az Abák Tekele nemzetségbeli szervienseikre bízták, ők maguk pedig mezei hadaikkal csatlakoztak a felmentő hadhoz. Jelentős stratégiai hibát követtek el, amikor a visszavonuló király üldözése helyett az egyesült haddal Kassa ellen vonultak (Kristó 1978, p. 73–74.).
A Szepességben szép számmal csatlakoztak Károly hadaihoz a cipszerek és a képzett katonának számító lándzsásnemesek. A király kisebb hada feladta Lubló ostromát, és csatlakozott fősereghez serege annyira megerősödött, hogy Károly Róbert a siker reményében gondolhatott Kassa felmentésére, és ezért délnek fordította hadait. A várost keletről akarta megközelíteni, és szálláscsinálónak előreküldte egyik Aba nembéli hívét, bizonyos Lászlót. A király közeledtét az Abák által jól belakott területen nem vették jó néven, és Lászlót távoli rokonai, illetve Györke falu lakói megölték (Kristó 1978, p. 74.).
A király közeledtének hírére az Amadé-fiak feladták a város körüli ostromzárat, hogy a teljes sereget összegyűjtve, túlerőben vonulhassanak Károly Róbert ellen.

## A két sereg

### A királyi had
A királyt elkísérték a hadjáratra leghűségesebb hívei:
- a Balog nemzetség Széchy családjának,
- a Kacsics (Kacsics Tamás Károly legelső híveinek egyike volt) és
- a Kaplon nemzetség Nagymihályi-ágának, valamint
- az Aba nemzetség több, Károly hűségén maradt családjának tagjai:
  - a Lipóci ág Nekcsei családja és
  - a Kompolthy-ág tagjai (köztük a megölt szálláscsináló Kompolthy László)

A Károlyhoz később csatlakozottak közül kiemelendők a Rátót és a Gutkeled nemzetség egyes tagjai:
- Rátót nembeli Kakas és testvérei 1304-ben tértek a király hűségére (Kakas a csatában életét vesztette);
- a Gutkeled nemzetség Bátori családaj Borsa Kopasz és testvére, Borsa Beke famíliájából álltak át a királyhoz; a csatában Bátori Bereck fia Jánosnak két szerviense esett el.

A csatában valószínűleg részt vett a királyt hadművészetre oktató Drugeth Fülöp is, de a főparancsnok már egyértelműen Károly Róbert volt. Alvezérei közül Debreceni Dózsa és Ákos Mikcs később a király tehetséges seregvezéreinek bizonyultak.

### Az Abák
Amadé fiainak serege két nagyobb részből állt. Az egyikben az ő szervienseik harcoltak fegyvereseikkel — ennek a seregrésznek a parancsnoka volt Balassa Demeter. A másik rész volt a Csák Máté által küldött segélyhad — zömmel cseh zsoldosok, tekintélyes, a gyalogosoknál jóval nagyobb harcértékű nehézlovassággal. A segélyhad parancsnoka a távoli rokon Nagy Aba volt. A két seregrész, illetve a parancsnokok viszonyáról nem tudunk semmit.

## A csata
A csata előtti manőverezés a hagyományos értékelés szerint az Abáknak sikerült jobban; el tudták foglalni a Rozgonynál folyó Tarca partján emelkedő és a terepet uraló dombot. Károly Róbert hada a völgybe szorult. A katonailag képzett király tisztában volt hátrányos helyzetével, és szívós védekezéssel próbálta felőrölni a túlerőt. A Képes krónika szerint a sereg harcra és „elszánt halálra” készült (Kristó 1978, p. 74.).

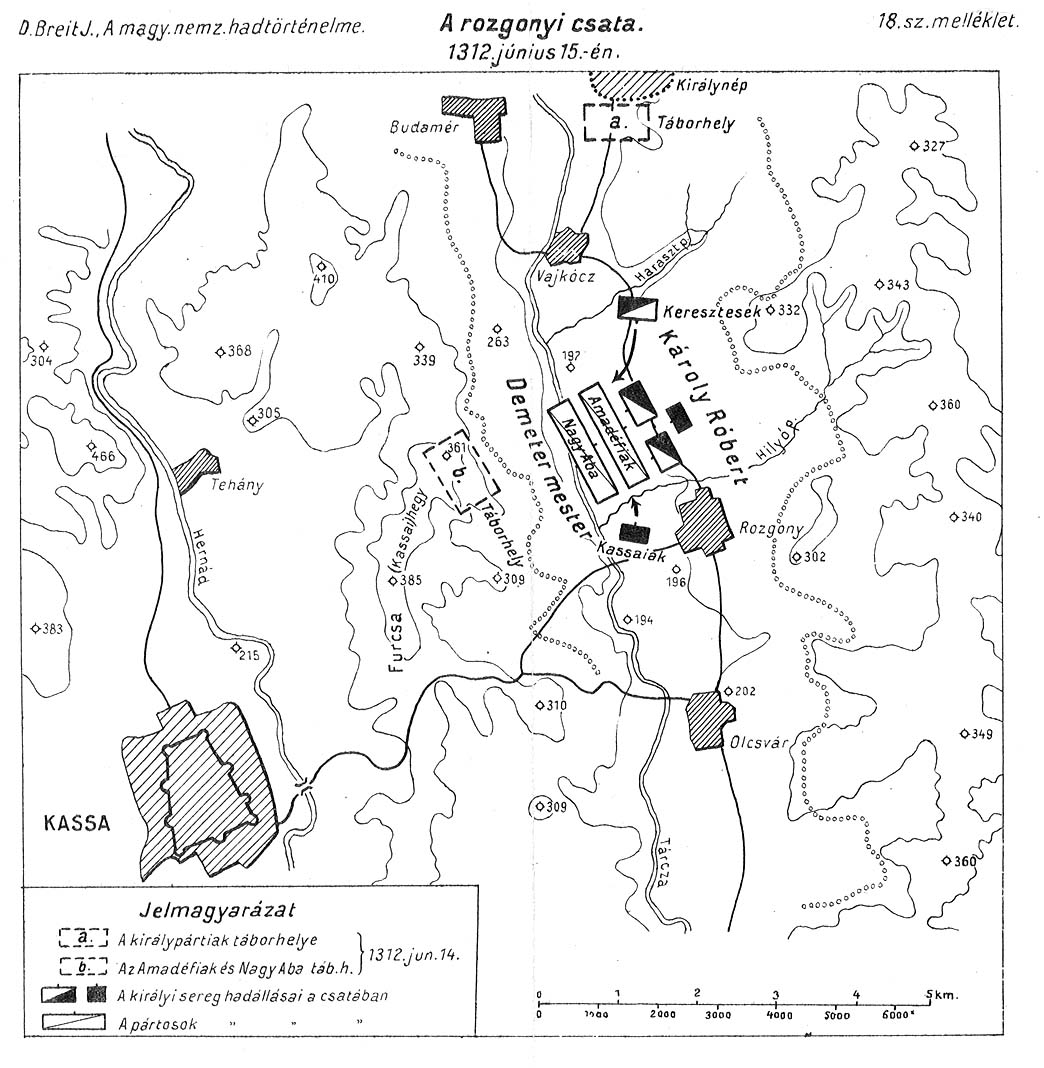
A rozgonyi csata Bánlaky alapján

Az oligarchák Balassa Demeter és Aba nembeli Nagy (vagy Szép) Aba vezetése alatt álló seregének fő ereje a nehézlovasságból volt, míg a király seregében sok gyalogos katona is volt. Az Amadé-fiak seregének frontális támadása után az ellenfelek a centrumban próbáltak meg döntést kicsikarni. Szárnyakon vívott harcról vagy átkarolási kísérletről a források nem írnak. Feltehető, hogy a tartományurak erőfölényük tudatában egyetlen erőteljes rohammal kívánták áttörni a király hadrendjét. A leghevesebb küzdelem a királyi zászló körül alakult ki. Miután Csák nembeli Györke királyi zászlótartó elesett és a királyi zászló lehanyatlott, a király a centrumot átmenetileg stabilizáló johanniták zászlaja alatt harcolt tovább. Annyira nagy veszteséget szenvedtek, hogy az Abák már győztesnek látszottak, amikor a szepesi és kassai gyalogság oldalba támadta őket. A váratlan oldaltámadásban elestek az oligarchák seregvezérei, és a megzavarodott, irányítatlanul maradt had megfutott.
A fennmaradt források nem tájékoztatnak arról, hogy a csatát eldöntő oldaltámadás előre eltervezett vagy spontán akció volt-e. Előbbi koncepció mellett közvetett bizonyítékok szólnak:
- a cipszereknek adott 1317-es kiváltságlevél szerint a Szepességben toborzott segélyhadak a királlyal vonultak délnek, Kassa felé;
- valószínűtlen, hogy a később is jó hadvezérnek bizonyuló Károly Róbert ezeket a milícia jellegű egységeket a frontálisan támadó nehézlovasság feltartóztatására akarta volna bevetni.

Ha ezt a koncepciót fogadjuk el, a csata előtti manőverezés lényege az Abák lesállásba csalogatása volt, és Károly Róbert fényes sikerével végződött.
A csatában elesett:
- Balassa Demeter
- Nagy Aba,
- Aba Miklós és
- Aba Dávid.

(Utóbbiak Amadé fiai voltak).
A magyar hadtörténelemben ez volt az első olyan csata, amelyben a gyalogság döntő sikert ért el a nehézlovasság ellen.

## Következmények
A királyi had vesztett több embert, de hadászati céljait maximálisan elérte:
- fölmentette Kassát és
- megfutamította ellenségeit.

A vert had szétszéledt; a nemesek zömmel visszatértek birtokaikra vagy átálltak a király oldalára. Mivel az oligarchák valamennyi seregvezére elesett, nem volt, aki szervezte volna a további ellenállást. A cseh zsoldosok visszatértek Csák Mátéhoz, aki ezután maga tört be a Szepességbe. Fölégette a megyeszékhely Szepest, de a vár bevételével nem próbálkozott. Továbbvonulni sem tudott, mert a királyi hadat vezető Drugeth Fülöp útját állta, és kiszorította a megyéből (Kristó 1978, 88. old.).
A győzelem csak az első állomás volt Károly Róbert tartományurak elleni küzdelmében, így jelentősége is csak a későbbi események ismeretében mérhető fel. Ez a küzdelem még hosszú ideig tartott, de a rozgonyi csata után jelentősen megnőtt a király tekintélye: csapatai egymás után foglalták el az Amadé-fiak kezén lévő várakat. Ennek alapvető stratégiai jelentősége az volt, hogy az addig csak az ország középső részén birtokos királynak sikerült áttörnie a tartományurak gyűrűjét, és közvetlen kapcsolatot teremtett Lengyelországgal (Kristó 1978, 88–89. old.).
A Tekele nembeliek, akikre Balassa Demeter Sáros várának őrzését bízta, még az év vége előtt visszaadták a várat a királynak. Nagyjából ekkor kerülhetett kezére a tavasszal szintén sikertelenül ostromolt Lubló vára is; erősen erre utal, hogy 1313 áprilisában már a stabilan királyhű Széchényi Tamás volt ott a várnagy (Kristó 1978, p. 87.) Az északkeleti területeik pacifikálását az zárta le, hogy 1315 táján a Balassa család feje (Demeter unokaöccse), Dancs mester kivált Csák Máté famíliájából, és felszabadította Máté uralma alól:
- Liptó,
- Zólyom és
- Árva

vármegyét (Kristó 1978, p. 89.).
A legnagyobb ellenfélnek tekintett Csák Máté katonai erejét ezek a veszteségek sem törték meg, de keleti terjeszkedésének lehetőségét lezárták, így hatalma hanyatlani kezdett. 1321. március 18-án bekövetkezett halála után elhárultak az akadályok a magyar feudalizmus újjászervezésének útjából.